# Renato Borsoni
Renato Borsoni (Santa Maria Nuova, 1º marzo 1926 – Brescia, 2 marzo 2017) è stato un direttore artistico, attore teatrale, regista teatrale grafico e scrittore italiano.

## Biografia
Renato Borsoni nasce nel 1926 a Santa Maria Nuova, in provincia di Ancona, da Torquato, direttore didattico e Argia Moreschi. Trascorre la fanciullezza a Cupramontana, dove sua madre muore nel '32. Nel '35 la famiglia si trasferisce a Jesi : qui frequenta il liceo classico fino alla maturità, nel '44. Nell'immediato dopoguerra il padre chiede il trasferimento in una sede scolastica del Nord, per agevolare lo studio dei cinque figli: uno di essi, Massimo, muore a Gussago a undici anni. Si iscrive al Politecnico di Milano (facoltà di architettura), e contemporaneamente frequenta circoli culturali e ambienti teatrali della città, e si avvicina all' esperienza grafica razionalista. Nel '53 sposa l'attrice Marisa Germano. Ha due figli, Corrado e Camilla, entrambi architetti.
Dopo l'esperienza del Fa.Renapre nel '61 uno studio di grafica associandosi prima a Franco Pozzi, poi a Ubaldo Mutti, con il quale il sodalizio è proseguito fino al 2001. Oggi è titolare con il nipote Luca di Advertising Studio Borsoni, più longevo laboratorio di grafica pubblicitaria della città, il cui archivio è raccolto all'interno della Fondazione Micheletti per essere predisposto alla consultazione. Dal principio sino al nuovo millennio gran parte della storia della città, non soltanto civile ma anche politica, industriale, commerciale passa per l' a.s., le cui campagne diventano immagini indelebili della memoria storica di Brescia : la crescita di Asm (ASM Brescia) è inscindibile dall'immagine che Borsoni ne ha costruito, in un rapporto di collaborazione chiuso soltanto con la nascita di A2A; lo stesso si può dire per la collaborazione con la Sebino, che a partire dal '62 esporta l'immagine di Cicciobello in tutto il mondo. E ancora i manifesti dell'Esposizione Industriale Bresciana del '67, il logo per la raccolta differenziata della carta degli anni Settanta, la nascita di ‘Bresciaoggi’ nel '74., fino agli anni '80 con le campagne di Bipop Carire, FranchiArmi, Centrale del Latte, i manifesti di teatro, cultura, politica e quello celeberrimo del '96 creato per la mostra ‘Il grembo del suono’ su Arturo Benedetti Michelangeli.
Sul suo lavoro di grafico pubblica nel '93 Giorni di Carta, edito laQuadra.
Alcuni dei suoi lavori sono parte di collezioni esposte in gallerie d'arte contemporanea, quali Punta della Dogana a Venezia, sede della Fondazione François Pinault, e il Museum of Modern Art (MoMA) di New York.
Teatro e grafica si alternano per tutta la vita in un'altalena professionale tuttora non risolta, anzi complicata da molti altri interessi, non ultimo quello per la politica.
Partecipa nel '52 alla nascita del Piccolo Teatro della Città di Brescia -prima cooperativa italiana nel settore, e con largo anticipo- assieme ad un gruppo di giovani e benemeriti intellettuali, raccolti attorno alla figura di Renzo Frusca e decisi a sprovincializzare la cultura locale e a realizzare un teatro di ricerca aggressivo e disinibito.
Nel 1961 è uno dei sette fondatori del gruppo teatrale della Compagnia della Loggetta, che guiderà sino alla trasformazione in Centro Teatrale Bresciano (1975), di cui sarà direttore fino al 1988, anno delle sue dimissioni per protesta contro il cinismo della lottizzazione.
Accanto a Borsoni, protagonista della stagione della Loggetta nasce e cresce un gruppo di attori affiatato -del quale fa parte anche la moglie Marisa Germano- con il segno inconfondibile della regista Mina Mezzadri, che rappresenta tutt'oggi la prima e unica forma di 'ensemble' mai realizzata coerentemente a Brescia, nonostante i successivi tentativi di Castri e Sequi con il Ctb. Con la Loggetta la Mezzadri mette in scena autori mai rappresentati a Brescia, come Genet, Ionesco, Buchner, o classici riletti in modo nuovo e originale, come Sette contro Tebe, polemicissima edizione della tragedia di Eschilo presentata alla Biennale di Venezia del '69.A fianco del teatro ‘alto’ e di quello meno noto, da Buchner a Brecht, la Loggetta dà voce al mondo bresciano con La curt dei pulì e La massera da bè e al teatro documento con La spada e la gioia sulla Resistenza bresciana, Eloisa e Abelardo, Dietro il ponte c'è un cimitero, Il Geometro e L'obbedienza non è più una virtù, che darà voce per la prima volta all'esperienza didattica di Don Lorenzo Milani. Durante il periodo della contestazione al teatro ‘ufficiale’ e alla figura del regista, la Loggetta assorbe i fermenti della scena italiana : assume aspetti collettivistici e ospita i grandi nomi della sperimentazione, quali Robert Wilson, il Living Theatre, Carmelo Bene, Mario Ricci… Nel '68 la Loggetta, travolta dalle polemiche dei tempi nuovi e reduce dall'uscita di scena della regista Mezzadri, entra in crisi : resiste tuttavia Borsoni che dà vita nel '74 al Centro Teatrale Bresciano, che fa di Brescia una delle tredici città d'Italia con un teatro stabile. Nella freddezza cittadina, decolla una straordinaria stagione, che vede imporsi il Ctb come modello di riferimento per la cultura teatrale italiana e lo rende noto anche fuori d'Italia. Del Ctb Borsoni è il primo direttore artistico : dalla fondazione nel '74 al 1988, quando una nuova gestione, frutto di un cambiamento politico locale - era l'epoca del Caf, l'asse Craxi, Andreotti, Forlani - spezzò il magico equilibrio su cui poggiava il rapporto tra direzione e amministrazioni e chiuse la lunga stagione della ricerca di nuovi linguaggi che aveva caratterizzato la Loggetta prima e il Ctb poi. Con la nascita del Ctb coincide il sorgere del sodalizio fra Renato Borsoni e Massimo Castri, iniziato nel '71 con lo spettacolo Scontri Generali scritto e diretto da Giuliano Scabia -presentato anch'esso alla Biennale di Venezia- in cui Castri figura come attore : l'intuizione di Borsoni nel riconoscere in lui il ruolo di regista, è anticipatrice di opere memorabili ed allestimenti teatrali da Pirandello, Goldoni, Ibsen, ricordati tra i più innovativi del teatro italiano del secondo ‘900, che lo consacreranno uno dei più grandi registi italiani, da molti definito l'erede di Strehler. Dal primo Costruttori di imperi di Boris Vian del '72, passando per È arrivato Pietro Gori scritto da lui stesso con Emilio Jona e Sergio Liberovici del '75, a Vestire gli ignudi del '76 e La vita che ti diedi del '78 tratti dagli omonimi scritti di Pirandello, fino a Il gabbiano di Čechov, cui viene conferito il premio Ubu per il miglior spettacolo italiano nel 1987.
Dal 1972 al 2002 è direttore artistico della Santa Crus, manifestazione di carattere religioso che si svolge con periodicità decennale, in maggio, a Cerveno.
Nella seconda parte degli anni '80 Borsoni è anche vicepresidente del Teatro Pubblico Italiano e lo rappresenta nel comitato ministeriale per i problemi dello spettacolo.
Nel 1989 è consulente del Teatro Stabile di Palermo (Teatro Biondo) e dai primi anni '90 fino al 2000 lavora alla costruzione del nuovo Teatro Stabile della Regione Toscana con sede al Metastasio di Prato, del quale è prima condirettore con Massimo Castri, poi direttore unico. In tutto l'arco degli anni '90 lavora a una serie di grandi spettacoli che sono restati nella storia del teatro contemporaneo : tra Teatro Metastasio e il Teatro Fabbricone sono andati in scena, tra l'altro, Ifigenia in Aulide di Euripide, Fede speranza carità di Horvath, Orgia di Pasolini, Gli innamorati di Goldoni, del quale è stata realizzata in tre serate l'intera Trilogia della villeggiatura, impresa mai tentata in precedenza nel teatro di prosa.
Dal marzo 1998 è membro della deputazione della Società del Teatro Grande di Brescia, poi presidente fino al giugno 2010, quando nasce la Fondazione di cui è nominato vicepresidente e della quale era, fino ad oggi, consigliere di amministrazione.
Negli anni ’80 ricopre incarichi, anche istituzionali, nel partito comunista e nel partito democratico della sinistra.
Nel 2009 pubblica Lo scrimine nella collana ‘I minuti’, breve scritto seguito dalla pubblicazione nel 2010 di Fiezze scomposte, edito laQuadra. Nel 2012 sempre con laQuadra pubblica Mina, ritratto della celebre regista bresciana.
Nel dicembre 2013 è ritratto nel docufilm Memorie-Un racconto al Grande prodotto dalla Fondazione del Teatro Grande, con la regia di Maria Mauti e Giovanni Giomi. Per il quarantesimo anniversario della strage di Piazza della Loggia, firma il francobollo -emissione filatelica tirata in 2,7 milioni di esemplari- riprendendo il manifesto da lui creato in commemorazione della medesima nel ’75.
Nel 2014 riceve dal presidente della Camera dei Deputati Laura Boldrini il Premio Speciale Vallesina alla carriera.
È uscito a ottobre 2014 il suo ultimo scritto Un pirata allo specchio, edito Grafo.
È morto nella sua casa di Brescia la mattina del 2 marzo 2017, a 91 anni.